# Cyornis pallipes
Cyornis pallipes е вид птица от семейство Muscicapidae.

## Разпространение
Видът е разпространен в Индия.